# Rolf Degen (Wissenschaftsjournalist)
Rolf Degen (* 27. November 1953 in Andernach) ist ein deutscher freier Wissenschaftsjournalist und Autor populärwissenschaftlicher Bücher.
Er hat zahlreiche Beiträge für bekannte Zeitungen und Zeitschriften geschrieben, u. a. für die Frankfurter Allgemeine Zeitung, Der Spiegel, Die Zeit, die Süddeutsche Zeitung, Bild der Wissenschaft und Psychologie heute.
Seine Publikationen wurden von der Deutschen Gesellschaft für Psychologie 1988 mit dem Preis für Wissenschaftsjournalistik ausgezeichnet. Für die Publikationen in der Gehirnforschung erhielt er 1990 Preise durch die „Upjohn Fellowship“ und den „Arbeitskreis Medizinjournalisten“.

## Leben
In seiner Schulzeit begegnete Degen schon als 10-Jähriger seinem späteren Mitautor Akif Pirinçci, dem er seit dieser Zeit freundschaftlich sehr eng verbunden ist. Nach dem Abitur studierte er in Mainz Psychologie, Publizistik und Soziologie. Schon während seines Studiums startete er Ende der 1970er Jahre seine Tätigkeit als freiberuflicher Wissenschaftsjournalist.
Degen lebt seit vielen Jahren in Bonn.

## Zentrale Themen
Degens Hauptbereiche sind Psychologie, Gehirn- und Verhaltensforschung. Ein zentrales Thema ist die Überprüfung anscheinend etablierter Wahrheiten auf dem Gebiet der Psychologie. Er meint, u. a., zeigen zu können, dass immer noch keine Dokumentation der Wirksamkeit der Psychotherapie durch methodologisch einwandfreie Studien mit Einschluss geeigneter Kontrollgruppen vorliegt. Sein bekanntestes Buch mit dem Titel Das Lexikon der Psycho-Irrtümer. Warum sich der Mensch nicht erziehen, therapieren und beeinflussen lässt erschien im Jahr 2000. Der Spiegel widmete dem Werk eine Titelgeschichte mit Interview des Verfassers und dem Kommentar: „Degen, ein ausgewiesener Kenner der Psycho-Szene, tritt zu einem furiosen Generalangriff auf die Seelenkundler an. In seiner pointenreichen Polemik reißt er psychotheoretische Eckpfeiler ein“. Erwartungsgemäß führten Degens Zweifel an der Existenzberechtigung des Berufes des Psychotherapeuten zu starken Gegenreaktionen. Eines der Hauptargumente war, dass Degen den Beweis der Unwirksamkeit der Psychotherapie nicht erbracht habe. In einer umfangreichen Besprechung des Psychologen und Psychotherapeuten Gerald Mackenthun, der Degens Buch als notwendig und verdienstvoll bezeichnete, wurde angeführt, dass sich viel in der Psychotherapieszene getan habe, seit Hans Jürgen Eysenck 1952 seine „wahrlich umstrittene Äußerung“ machte, dass eine Psychotherapie keine besseren Ergebnisse habe als Abwarten oder „gut von einer dicken Mammi bekocht zu werden“. Mackenthun zitierte in seiner Besprechung jedoch keine Studie, die seit Eysencks Ausspruch die Wirksamkeit einwandfrei bestätigt hätte.
Das 2004 erschienene Buch über den Orgasmus (Vom Höchsten der Gefühle) kommentierte Die Welt: „Dabei ist Degen etwas gelungen, was in der Fülle der Sexliteratur selten vorkommt. In diesem Buch stehen tatsächlich Neuigkeiten. Er hat umfassend recherchiert und kann reichlich Verblüffendes auftischen, auch für Kenner der Materie. Und er zeigt wenig Respekt vor Theorien, Denkschulen und anderen akademischen Fetischen. Egal ob Freud, Feminismus oder Frömmigkeit – Rolf Degen hält mit Empirie dagegen.“
In dem 2007 erschienenen Buch über Wissenschaften und die Moral (Das Ende des Bösen) gibt Degen „einen breiten Überblick über die aktuelle Entwicklung der Forschung auf diesem Feld.“ In einem humorvollen, wissenschaftlich umfassend recherchierten Buch über die Segnungen des Nickerchens (Der kleine Schlaf zwischendurch) versucht Degen die komplexen neueren Erkenntnisse der Neurophysiologie des Schlafes auch für Laien verständlich zu machen. Eine ungewöhnliche Perspektive gibt das mit dem Autor des Weltbestsellers Felidae, Akif Pirinçci, verfasste, auch ins Englische übersetzte Buch Katzensinne, in dem der Leser in die Seele der Katze und ihre Sinnesorgane versetzt wird.
In seinen Tweets berichtet Degen über erstaunliche neuere wissenschaftliche Erkenntnisse, entlarvt Psycho-Mythen und beschäftigt sich mit Fälschungen innerhalb der Wissenschaft.

## Bücher
- Katzensinne. Goldmann, 1995, ISBN 3-442-43204-9.
- Der kleine Schlaf zwischendurch. Rowohlt, 1997, ISBN 3-499-60213-X.
- Lexikon der Psychoirrtümer. Eichborn, 2000, ISBN 3-8218-1631-7.
- Vom Höchsten der Gefühle: Wie der Mensch zum Orgasmus kommt. Eichborn, 2004, ISBN 3-8218-5570-3.
- Das Ende des Bösen. Piper, 2007, ISBN 978-3-492-05031-9.